# Selouma
Selouma är en ort i Guinea.   Den ligger i prefekturen Dinguiraye Prefecture och regionen Faranah Region, i den centrala delen av landet, 300 km nordost om huvudstaden Conakry. Selouma ligger 431 meter över havet och antalet invånare är 13 188.
Terrängen runt Selouma är platt västerut, men österut är den kuperad. Runt Selouma är det glesbefolkat, med 13 invånare per kvadratkilometer. Det finns inga andra samhällen i närheten. Omgivningarna runt Selouma är huvudsakligen savann.